# Naruto-kapitler (Del II, bind 28–48)
Handlingen i Naruto-mangaserien, skrevet og illustreret af Masashi Kishimoto, er inddelt i to; Den anden halvdel er kendt som Del II Serien omhandler den titulære Naruto Uzumaki, der ønsker respekt og anerkendelse fra de andre landsbyboere i hans landsby Konohagakure, og han drømmer om at blive Hokage, landsbyens overhoved, for at opnå dette. Del II begynder to et halv år efter konklusionen på Del I med at ninjaen Naruto vender tilbage til Konohagakure efter at have været af sted for at træne med sin læremester Jiraiya i den tid. Som han vender tilbage, fortsætter han sin stræben efter at overbevise sin ven Sasuke Uchiha om at vende tilbage til Konohagakure, efter at han forlod byen i søgen på hævn.
Del II starter ved kapitel 245 og foregår to et halvt år efter konklusionen på Del I ved kapitel 238. Kapitel 239-244 danner en sidehistorie, der foregår inden Naruto-mangaseriens begyndelse og omhandler en del af Kakashi Hatakes historie. Alle efterfølgende kapitler anses som værende Del II. Narutos kapitler blev udgivet enkeltvist is Shueishas magasin Weekly Shonen Jump og senere samlet i tankobon-bind med ekstramateriale. Mangaserien blev først trykt i magasinets nr. 43 fra 1999, hvorefter Del II debuterede i nr. 19 fra 2005. Bind 28 blev udgivet den 3. juni, mens bind 48 udkom den 4. november 2009.
En animeadaptation af Del II, produceret af Studio Pierrot og TV Tokyo, havde premiere den 15. februar 2007 på TV Tokyo under navnet Naruto: Shippuden (NARUTO -ナルト- 疾風伝 Naruto: Shippūden). Afsnittene begyndte at blive sendt lige efter konklusionen på den originale Naruto-animeserie, der havde i noget tid havde bestået filler for at lade mangaserien få et forspring.
Naruto er i Danmark blevet udgivet af Carlsen, som udgav det første bind i 2006. Carlsen valgte i 2013 at droppe serien efter at have udgivet dets 55. bind. Serien er derfor aldrig blevet færdigudgivet på dansk.

## Bind
| 1. "Homecoming!!" (ナルトの帰郷!! "Naruto no kikyō!!") 2. "My, How They've Grown!!" (二人の成長!! "Futari no seichō!!") 3. "Intruders in the Sand" (砂への侵入者たち "Suna e no shinnyūsha-tachi") 4. "The Sand Strike Back...!!" (迎えうつ砂...!! "Mukaeutsu suna...!!") 5. "The Kazekage Stands Tall...!!" (風影として...!! "Kazekage to shite...!!") 6. "New Squad, First Mission!!" (新チーム、初任務!! "Shin chīmu, hatsu ninmu!!") 7. "To the Sand...!!" (砂へ...!! "Suna e...!!") 8. "Feelings Run Wild...!!" (想い、駆ける...!! "Omoi, kakeru...!!") 9. "Reinforcements...!!" (頼れる加勢...!! "Tayoreru kasei...!!") |

| 1. "Siblings...!!" (兄弟...!! "Kyōdai...!!") 2. "Approach...!!" (接近...!! "Sekkin...!!") 3. "Enemies!!" (立ちはだかる者たち!! "Tachi wa dakaru mono-tachi!!") 4. "Kakashi Comes Through" (カカシの経験値 "Kakashi no keiken atai") 5. "Guy vs. Kisame!!" (ガイVS鬼鮫!! "Gai VS Kisame") 6. "The Power of Itachi...!!" (イタチの力...!! "Itachi no chikara...!!") 7. "Kakashi vs. Itachi!!" (カカシVSイタチ!!) 8. "Jinchûriki Host...!!" (人柱力...!! "Jinchūriki...!!") 9. "Naruto Charges On...!!" (駆ける思い...!! "Kakeru omoi...!!") |

| 1. "Rage...!!" (大声で怒れ...!! "Ōgoe de ikare...!!") 2. "Sasori's Masterpiece...!!" (サソリの芸術...!! "Sasori no geijutsu...!!") 3. "Granny Chiyo & Sakura" (チヨバアとサクラ "Chiyo-bā to Sakura") 4. "Sasori Revealed...!!" (サソリ、現る...!! "Sasori, arawaru...!!") 5. "Fierce Determination...!!" (激しき決意...!! "Hageshiki ketsui...!!") 6. "Puppet Masters!!" (傀儡師VS傀儡師!! "Kugutsushi VS kugutsushi") 7. "What Can I Do...?!" (出来ること...!! "Dekiru koto...!!") 8. "Miscalculation...!!" (誤算...!! "Gosan...!!") 9. "Unknown Power...!!" (未知の能力...!! "Michi no chikara...!!") |

| 1. "Granny Chiyo vs. Sasori...!!" (チヨバアVSサソリ...!! "Chiyo-bā VS Sasori...!!") 2. "Final Battle...!!" (ラストバトル!! "Rasuto batoru!!") 3. "Impossible Dream" (叶わぬ夢 "Kanawanu yume") 4. "Reward...!!" (褒美...!! "Hōbi...!!") 5. "New Sharingan!!" (新しい写輪眼!! "Atarashii Sharingan!!") 6. "The Ultimate Art...!!" (究極の芸術!! "Kyūkyōku no geijūtsu!!") 7. "The Death of Gaara" (我愛羅の死 "Gaara no shi") 8. "Power & Miracles...!!" (不思議な力...!! "Fushigi na chikara...!!") 9. "Trust!!" (託された想い!! "Takusareta omoi!!") |

| 1. "The Search for Sasuke!!" (サスケへの道!! "Sasuke e no michi!!") 2. "Team Kakashi Returns" (カカシ班帰還 "Kakashi han kikan") 3. "Team Members Wanted!!" (メンバー探し!! "Menbā sagashi!!") 4. "The New Cell...!!" (新しい仲間...!! "Atarashii nakama...!!") 5. "The Foundation" (“根”の者!! "'Ne' no mono!!") 6. "Naruto, Sasuke & Sakura" (ナルトとサスケとサクラ "Naruto to Sasuke to Sakura") 7. "Untitled" (無題 "Mudai") 8. "Feelings...?" (分からない感情 "Wakaranai kanjō") 9. "The Akatsuki Spy!!" (“暁”のスパイ!! "'Akatsuki' no supai!!") |

| 1. "Consequences!!" (裏切りの結末!! "Uragiri no ketsumatsu!!") 2. "Rage Trigger!!" (怒りの引き金!! "Ikari no hikigane!!") 3. "The Third Tail...!!" (三本目...!! "Sanhonme...!!") 4. "Rampage...!! (暴走...!!" "Bōsō...!!") 5. "The Fourth Tail...!!" (四本目...!! "Yonhonme...!!") 6. "Toward Nine Tails...!!" (九尾へ...!! "Kyūbi e...!!") 7. "The Sad Conclusion" (悲しき決着 "Kanashiki ketchaku") 8. "Sai's Mission!!" (サイの任務!! "Sai no ninmu!!") 9. "The Secret Mission...!!" (極秘任務...!! "Gokuhi ninmu...!!") 10. "The Source of Strength...!!" (強さの源...!! "Tsuyosa no minamoto...!!") |

| 1. "Sai's Picture Book!!" (サイの絵本...!! "Sai no ehon...!!") 2. "Sai & Sasuke!!" (サイとサスケ!! "Sai to Sasuke!!") 3. "Infiltration...!!" (潜入...!! "Sennyū...!!") 4. "Sai's Betrayal!!" (サイの裏切り!! "Sai no uragiri!!") 5. "Behind the Betrayal!!" (裏切りの裏側!! "Uragiri no uragawa!!") 6. "Our Bond" (キミとのつながり "Kimi to no tsunagari") 7. "The Reunion...!!" (再会の時...!! "Saikai no toki...!!") 8. "On a Whim...!!" (気まぐれ...!! "Kimagure...!!") 9. "Sasuke's Strength!!" (サスケの力!! "Sasuke no chikara!!") 10. "A Conversation with Nine Tails!!" (九尾との対話!! "Kyūbi to no taiwa!!") |

| 1. "The Title" (タイトル "Taitoru") 2. "Nicknames" (あだ名 "Adana") 3. "The Impending Menace!!" (忍び寄る脅威!! "Shinobiyoru kyōi!!") 4. "The New Two!!" (新たなる二人組!! "Aratanaru futarigumi!!") 5. "The Akatsuki Strikes...!!" (“暁”侵攻...!! "'Akatsuki' shinkō...!!") 6. "Special Drills!!" (特別な修業!! "Tokubetsu na shugyō!!") 7. "Let the Training Begin!!" (修行、始め!! "Shugyō, hajime!!") 8. "Nightmares!!" (悪夢の始まり!! "Akumu no hajimari!!") 9. "Smooth Training" (順調なる修業 "Junchō naru shugyō") 10. "Driving Force" (つき動かすもの "Tsukiugokasumono") |

| 1. "Bounties...!!" (賞金首...!! "Shōkin kubi...!!") 2. "Honey-Tongued...!!" (口上手...!! "Kuchijōzu...!!") 3. "Unkillable" (あいつは殺せない "Aitsu wa korosenai") 4. "Judgment!!" (神の裁き!! "Kami no sabaki!!") 5. "Shikamaru's Analysis!!" (シカマルの分析!! "Shikamaru no bunseki!!") 6. "There Won't Be a Later...!" (後は無い...!! "Ato wa nai...!!") 7. "The Pain You Desire...!!" (望んだ痛み...!! "Nozonda itami...!!") 8. "Amidst Despair..." (絶望の中に... "Zetsubō no naka ni...") 9. "Cell Number 10" (第十班 "Daijippan") 10. "The Ultimate Goal...!!" (その目的...!! "Sono mokuteki...!!") |

| 1. "The Heartbreaking Notice...!!" (悲しき報せ...!! "Kanashiki shirase...!!") 2. "Cell Number 10 Sets Out...!!" (第十班が行く...!! "Daijippan ga iku...!!") 3. "Shikamaru's Battle!!" (シカマルの戦い!! "Shikamaru no tatakai!!") 4. "Affinities...!!" (相性...!! "Aishō...!!") 5. "The Black Metamorphoses...!!" (黒き変貌...!! "Kuroki henbō...!!") 6. "The Fearsome Secret!!" (恐るべき秘密!! "Osorubeki himitsu!!") 7. "Turnabout Dilemma...!!" (一転、窮地...!! "Itten, kyūchi...!!") 8. "Shikamaru's Genius!!" (シカマルの才!! "Shikamaru no sai!!") 9. "Payback..." (人を呪わば... "Hito o norowaba...") 10. "The New Jutsu...!!" (新術...!! "Shin jutsu....!!") |

| 1. "The Perilous Bridge" (危ない橋 "Abunai hashi") 2. "Practice Makes Perfect...!!" (修業の成果...!! "Shugyō no seika...!!") 3. "The Black King...!!" (玉...!! "Gyoku...!!") 4. "Merciless..." (非情に... "Hijō ni...") 5. "The Snake..." (蛇と... "Hebi to...") 6. "The Ritual...!!" (儀式...!! "Gishiki...!!") 7. "The Secret of the New Jutsu!!" (新術の秘密!! "Shin jutsu no himitsu!!") 8. "A Detour!!" (寄り道!! "Yorimichi!!") 9. "And One Makes Three!!" (次なる一人!! "Tsugi naru hitori!!") 10. "The Northern Hideout" (北のアジトにて "Kita no ajito nite") |

| 1. "News of the Clash...!!" (衝撃の報せ...!! "Shōgeki no shirase") 2. "The Man-to-Man Talk!!" (男との対話!! "Otoko to no taiwa") 3. "His Plan...!!" (目的は...!! "Mokuteki wa...!!") 4. "The Akatsuki Assembles...!!" (“暁”集合...!! "'Akatsuki' shūgō...!!") 5. "On the Move" (動き出す者たち "Ugokidasumono-tachi") 6. "Where to...?!" (どっちへ...!? "Docchi e...!?") 7. "Collision...!!" (衝突...!! "Shōtotsu...!!") 8. "Deidara vs. Sasuke!!" (デイダラVSサスケ!!) 9. "Chasing C2!!" (追いつめるC2!! "Oitsumeru C2!!") 10. "Those Eyes...!!" (その眼...!! "Sono me...!!") |

| 1. "The C4 Karura" (C4カルラ "C4 Karura") 2. "Achilles' Heel...!!" (弱点...!! "Jakuten...!!") 3. "The Ultimate Art!!" (究極芸術!! "Kyūkyoku geijutsu!!") 4. "Sasuke's Death...!!" (サスケの死...!! "Sasuke no shi...!!") 5. "The Target...!!" (狙いは...!! "Nerai wa...!!") 6. "Pursue Itachi!" (イタチを追え "Itachi o oe") 7. "Brothers" (兄弟 "Kyōdai") 8. "Itachi and Sasuke" (イタチとサスケ "Itachi to Sasuke") 9. "Intel" (情報収集 "Jōhōshūshū") 10. "Regarding Pain" (ペインについて "Pein ni tsuite") |

| 1. "Unease" (胸騒ぎ "Munasawagi") 2. "Old Acquaintances!!" (旧知...!! "Kyūchi...!!") 3. "The Weeping Land!!" (泣いている国!! "Naiteiru kuni!!") 4. "Back in the Day...!!" (師弟時代...!! "Shitei jidai...!!") 5. "Advancement!!" (神への成長!! "Kami e no seichō!!") 6. "Two Great Sages...!!" (二大仙人...!! "Ni Daisennin...!!") 7. "Child of Prophecy!!" (予言の子!! "Yogen no ko!!") 8. "Honored Sage Mode!!" (仙人モード!! "Sennin mōdo!!") 9. "One to One...!!" (一対一...!! "Ittai'ichi!!") 10. "Jiraiya's Decision!!" (自来也の選択!! "Jiraiya no sentaku!!") |

| 1. "Faces...!!" (その面影...!! "Sono omokage...!!") 2. "True Identities...!!" (その正体...!! "Sono shōtai...!!") 3. "The True Choice!!" (本当の選択!! "Hontō no sentaku!!") 4. "The Final Chapter, and...!!" (最終章、そして...!! "Saishūshō, soshite...!!") 5. "Two Paths..." (二つの道... "Futatsu no michi...") 6. "The Secret of the Mangekyo...!!" (万華鏡の秘密...!! "Mangekyō no himitsu...!!") 7. "New Light...!!" (新たな光...!! "Aratana hikari...!!") 8. "Reality...!!" (現実...!! "Genjitsu...!!") 9. "Variance of Strength...!!" (力の差...!! "Chikara no sa...!!") 10. "Sasuke's Flow!!" (サスケの流れ! "Sasuke no nagare!") |

| 1. "The Final Jutsu...!!" (最後の術...!! "Saigo no jutsu...!!") 2. "Thunderclap...!!" (雷鳴と共に...!! "Raimei to tomo ni...!!") 3. "Susano'o...!!" (須佐能乎...!! "Susano'o...!!") 4. "My Eyes...!!" (オレの眼...!! "Ore no me...!!") 5. "Sasuke's Victory" (サスケの勝利 "Sasuke no shōri") 6. "The Mystery of Tobi" (トビの謎 "Tobi no nazo") 7. "Self-Intro" (自己紹介 "Jikoshōkai") 8. "The Man with the Truth" (真実を知る者 "Shinjitsu o shiru mono") 9. "The Origin of Konoha" (木ノ葉のはじまり "Konoha no hajimari") 10. "How It All Begins!!" (すべての始まり!! "Subete no hajimari!!") 11. "Living a Nightmare" (地獄の中で "Jigoku no naka de") 12. "Illusions" (幻術 "Maboroshi") 13. "Final Words" (最後の言葉 "Saigo no kotoba") |

| 1. "Tears" (涙 "Namida") 2. "Taka & Akatsuki" (“鷹”と“暁” "'Taka' to 'Akatsuki'") 3. "Inheritance" (遺されたもの "Nokosaretamono") 4. "The Key to the Future" (未来への鍵 "Mirai e no kagi") 5. "Addressee: Naruto" (ナルトに宛てて "Naruto ni atete") 6. "Fukasaku's Proposition" (フカサクの提案 "Fukasaku no teian") 7. "Senjutsu Heir...!!" (仙術伝承! "Senjutsu Denshō!") 8. "The Battle at Storm Cloud Ravine!!" (雲雷峡の闘い!! "Unraikyō no tatakai!!") 9. "Eight Tails vs. Sasuke!!" (八尾VSサスケ!! "Hachibi VS Sasuke!!") 10. "Quivers of Anticipation" (かつてない戦慄 "Katsutenai senritsu") |

| 1. "Crumbling" (崩落 "Hōraku") 2. "Raging Bull" (暴れ牛 "Abare ushi") 3. "New Powers!!" (新しき力!! "Atarashiki chikara!!") 4. "Tales of a Gutsy Shinobi" (ド根性忍伝 "Dokonjō ninden") 5. "Raikage on the Move!!" (雷影、動く!! "Raikage, ugoku!!") 6. "Sage Naruto!!" (仙人ナルト!! "Sennin Naruto!!") 7. "Raid!!" (襲来!! "Shūrai!!") 8. "Battlefield, Konoha!!" (戦場、木ノ葉!! "Senjō, Konoha!!") 9. "Recall Naruto!!" (ナルトを呼び戻せ!! "Naruto o yobimodose!!") 10. "Kakashi vs. Pain!!" (カカシVSペイン!! "Kakashi VS Pein!!") |

| 1. "Tendo's Ability!!" (天道の能力!! "Tendō no nōryoku!!") 2. "Determination!!" (決断!! "Ketsudan!!") 3. "Hatake Kakashi" (はたけカカシ) 4. "Naruto & Konoha!!" (ナルトと木ノ葉!! "Naruto to Konoha!!") 5. "Reunion" (再会 "Saikai") 6. "Discourse" (対談!! "Taidan!!") 7. "Know Pain" (傷みを "Itami o") 8. "Naruto Returns!!" (ナルト帰還!! "Naruto kikan!!") 9. "Naruto's Magnificent Explosion!!" (ナルト大噴火!! "Naruto daifunka!!") 10. "Return of the Rasen-Shuriken!!" (螺旋手裏剣再び!! "Rasenshuriken futatabi!!") |

| 1. "Sage Jutsu, a Mistake...?!" (仙術失敗...!? "Senjutsu shippai...!?") 2. "Naruto vs. Tendo!!" (ナルトVS天道!! "Naruto VS Tendō!!") 3. "Banshoten'in! Universal Pull!!" (万象天引 "Banshō Ten'in") 4. "Peace" (平和 "Heiwa") 5. "Confessions" (告白 "Kokuhaku") 6. "The Seal Destroyed!!" (封印破壊!! "Fūin hakai!!") 7. "Catastrophic Planetary Construction" (地爆天星 "Chibaku Tensei") 8. "The Conversation with Lord Fourth!!" (四代目との会話!! "Yondaime to no kaiwa!!") 9. "Rasen-Shuriken vs. Almighty Push!!" (螺旋手裏剣VS神羅天征!! "Rasenshuriken VS Shinra Tensei!!") 10. "The Final Gamble!!" (最後の賭け!! "Saigo no kake!!") |

| 1. "The Interview!!" (対面!! "Taimen!!") 2. "The Response" (答 "Kotae") 3. "Top of the World" (世界の天辺 "Sekai no teppen") 4. "I Just Want to Protect Them" (ただ二人を守もりたい "Tada futari o mamoritai") 5. "I Believe" (信じる "Shinjiru") 6. "Heirloom...!!" (形見...!! "Katami...!!") 7. "The Blossom of Hope" (希望の花 "Kibō no hana") 8. "The Cheering Village!!" (歓呼の里!! "Kanko no sato!!") 9. "Sasuke's Disposal!!" (サスケの処分!! "Sasuke no shobun!!") 10. "Pressured by Danzo!!" (ダンゾウに迫る!! "Danzō ni semaru!!") 11. "Gokage Summit's Eve" (五影会談前夜...!! "Gokage kaidan zen'ya...!!") |